# Lépin-le-Lac
Lépin-le-Lac là một xã thuộc tỉnh Savoie trong vùng Rhône-Alpes ở đông nam nước Pháp. Xã này nằm ở khu vực có độ cao từ 373-1363 mét trên mực nước biển.